# 葉煒
葉煒（英語：Max Yeh，1937年—）是一位美国文史学者、收藏家，叶公超独子。曾将叶家收藏捐赠美国博物馆。

## 生平
家族祖籍浙江余姚，籍貫廣東番禺（今廣州市）。1937年生于中国，有一姐叶彤，英文名：Tung Yeh。名字源自《詩經》中句“彤管有煒”一語，即女儿名葉彤，儿子名葉煒。
自小在美国接受教育。曾在美国、欧洲和墨西哥居住。后入大学教书，在加州大学欧文分校教授语言。后任赫伯特和威廉史密斯学院教授，並兼任新墨西哥州立大学英语系教授，也是新墨西哥州希尔斯伯若地区急救中心副主任。
专长语言学，历史，戏剧小说写作，也是俄语文学权威。现与妻子、女儿定居新墨西哥州山区。

## 收藏
葉煒曾回忆父亲及家族五代中国古董收藏：
| 1978年冬，父親來探看我初生的女兒的時候，連續三天從早上到黃昏，我們坐在一起，他給我詳述葉家書畫收藏當中年份較早的部份。當時他已經25年沒有碰過這些書畫了，而他手頭上有的只是一份作品題目或書畫家名的清單。憑記憶，父親背誦字畫上的題辭，講述每一幅作品的狀態、書法風格、書法家軼事、其收藏過程和失而復得的故事。父親的憶述不僅把藝術藏品的資料傳授給我；而且借著孫女的出生，透過祖輩的收藏和創作者的精美書畫及其歷代的詩文翰墨，通過墨彩和詩韻，把沉浸在對藝術品欣賞的遐思，化作家族世代追求至美的精神，傳給下一代。 |

1981年，叶公超逝世后，葉煒于1982年赴台北打理父亲后事，葬父亲于台湾金山安乐园，并继承了父亲的书画收藏。2010年，当叶氏听闻位于美国旧金山的亚洲艺术馆缺乏中国书法、国画收藏时，決定将叶家五代收藏的135幅书画作品无偿捐献给该博物馆，引起轰动。其中包括褚遂良、米芾、傅山等大家遗墨，而唐宋书法作品甚为瞩目。并办有专展「雅集」。

## 代表著作
- 1992年出版小说：《东方起源》（The Beginning of The East），获得热评[9]